# 赫爾曼·蘇亞雷斯·弗拉梅里奇
赫爾曼·蘇亞雷斯·弗拉梅里奇（西班牙語：Germán Suárez Flamerich，1907年4月10日—1990年6月24日）是委內瑞拉政治人物，於卡洛斯·德爾加多·查爾沃德遭謀殺後擔任委內瑞拉總統。蘇亞雷斯僅為名義上的政府首領，實際權力由军人馬科斯·佩雷斯·希門內斯掌握。在任期间，委内瑞拉创办了第一家电视台委内瑞拉国家电视台，成为世界上第九个拥有自己的电视网的国家，该电视台也是世界上第一家教育电视。